# Torrente Saint-Barthélemy
El Saint-Barthélemy es un torrente de Italia, que discurre íntegramente por la región autónoma del Valle de Aosta y es afluente por la margen izquierda del Dora Baltea. Es un corto río de montaña que tiene una longitud de 20 kilómetros.

## Recorrido
El torrente nace en el pequeño lago de Luseney (2575 m s. n. m.), ubicado en una cuenca entre la Becca di Luseney y la Cima di Livourneyaz. Desciende en dirección sureste hasta una altitud de 2180 donde, agrandada por algunos afluentes, gira 90° en dirección suroeste. El valle se ensancha en la meseta debajo de Alpe Ollière y desciende, albergando el pequeño santuario de Champlaisant.
Posteriormente continúa con un camino tortuoso y se recoge gradualmente, manteniendo un curso general hacia el suroeste. Al recibir la contribución de los arroyos Chavalary, Chaléby y Dèche desde la derecha, el San Bartolomé finalmente desemboca en el Dora Baltea, justo al este de la capital municipal de Nus, a unos 520 m.

## Caudal
El caudal está fuertemente influido por el deshielo o por eventos meteorológicos del verano-otoño. Incluso en pleno verano, el curso de agua mantiene un buen caudal porque se alimenta del deshielo de los ventisqueros presentes a gran altura en las cabeceras de los valles que forman la cuenca hidrográfica. Por otro lado, no existen áreas glaciares de tamaño significativo.

## Energía
En Nus hay una central hidroeléctrica sobre este torrente.